# Gavriil Munteanu
Gavriil Munteanu (* Februar 1812 in Vingard; † 29. Dezember 1869 in Brașov) war ein rumänischer Romanist, Rumänist, Lexikograf, Grammatiker und Übersetzer.

## Leben und Werk
Munteanu wuchs in Siebenbürgen auf, ging in Karlsburg (Alba Iulia) zur Schule und studierte Jura in Klausenburg (Cluj-Napoca). Ab 1835 war er Gymnasiallehrer in Bukarest und anderwärts. 1851 wurde er Gründungsdirektor des Gymnasiums in Kronstadt (Brașov).
Munteanu war Mitautor eines umfangreichen deutsch-rumänischen Wörterbuchs (unter Benutzung von Vorarbeiten durch Andreas Isser) und Autor einer Grammatik des Rumänischen. Er übersetzte Tacitus, Sueton und Goethes Werther ins Rumänische.
Munteanu war Gründungsmitglied der Rumänischen Akademie.

## Werke (Auswahl)
- (mit George Bariț) Deutsch-romänisches Wörterbuch, hrsg. von Rudolph Orgidan, 2 Bde., Kronstadt 1853–1854 (880 Seiten)
- Gramatica romana pentru clasile gimnasiali, 2 Bde., Kronstadt 1861–1863